# Goswinus Johannes Henricus Otjens
Goswinus Johannes Henricus Otjens (Oss, 29 oktober 1909 – Diessen, 6 augustus 1977) was een Nederlands politicus.
Hij werd geboren als zoon van Henricus Cornelis Goswinus Otjens (1879-1957; kantoorbediende) en Allegonda Maria Essens (1879-1949). G.J.H. Otjens was hoofdcommies en waarnemend gemeentesecretaris van Dongen voor hij in februari 1960 burgemeester van Diessen werd. In mei 1973 werd hem op eigen verzoek ontslag verleend. Hij overleed in 1977 op 67-jarige leeftijd.